# Долина мира
Долина мира је југословенски и словеначки филм први пут приказан 23. јула 1956. године. Режирао га је Франце Штиглиц а сценарио су написали Франце Јамник, Владимир Коч, Иван Рибич и Франце Штиглиц.

## Улоге
| Глумац           | Улога      |
| ---------------- | ---------- |
|                  | Џим        |
|                  | Лоти       |
| Туго Штиглиц     | Марко      |
| Борис Краљ       | Штрумфирер |
| Франчек Дрофеник |            |
| Макс Фуријан     | Шарфирер   |
| Антон Хомар      |            |
| Јанез Чук        | Лидер      |
| Александер Валич |            |

Остале улоге  ▼
| Глумац       | Улога             |
| ------------ | ----------------- |
| Полде Дежман | Комесар           |
| Руди Космач  | Други потпоручник |
| Фрањо Кумер  | Немачки војник    |
| Перо Скерл   | Командант         |

Комплетна филмска екипа  ▼
| Редитељ                   | Франце Штиглиц   |                                  |
| Сценариста                | Франце Јамник    | (ко—сценариста)                  |
| Сценариста                | Владимир Коч     | (ко—сценариста)                  |
| Сценариста                | Иван Рибич       | (писац)                          |
| Сценариста                | Франце Штиглић   | (ко—сценариста)                  |
| Композитор                | Маријан Козина   |                                  |
| Директор фотографије      | Руди Ваупотич    | директор фотографије             |
| Mонтажер                  | Радојка Танхофер | (као Радојка Иванчевић)          |
| Сценограф                 | Иво Спинчић      |                                  |
| Уметнички директор        | Милан Арнез      |                                  |
| Костимограф               | Рели Дулар       |                                  |
| Одсек за шминку           | Хилда Јуречић    | шминкерка                        |
| Менаџер продукције        | Франц Когој      | вођа снимања                     |
| Менаџер продукције        | Горажд Кончар    | вођа снимања                     |
| Менаџер продукције        | Младен Козина    | директор филма                   |
| Менаџер продукције        | Франц Маролт     | вођа снимања                     |
| Помоћник режије           | Франце Јамник    | помоћник редитеља                |
| Помоћник режије           | Јелка Потокар    | помоћник редитеља                |
| Помоћник режије           | Макс Шајко       | помоћник редитеља                |
| Одсек за звук             | Марјан Меглич    | тон мајстор                      |
| Одсек за камеру и расвету | Душан Хочевар    | пратилац камере                  |
| Одсек за камеру и расвету | Срећо Павлочић   | пратилац камере                  |
| Одсек за камеру и расвету | Вики Погачар     | пратилац камере                  |
| Одсек за камеру и расвету | Жарко Тушар      | пратилац камере (као Жаро Тушар) |
| Одсек за монтажу          | Иво Лехпамер     | асистент монтажера               |
| Остала екипа              | Иван Рибич       | писац дијалога                   |
| Остала екипа              | Цветка Урек      | секретар режије                  |